# Nederlands Juristenblad
Het Nederlands Juristenblad (NJB) is een juridisch weekblad dat door Kluwer wordt uitgegeven en alle rechtsgebieden beslaat. Het blad bevat artikelen geschreven door gerenommeerde auteurs uit wetenschap en praktijk. Het blad is in 1925 opgericht door Julius Christiaan van Oven.